# هاتف الراديو المحمول

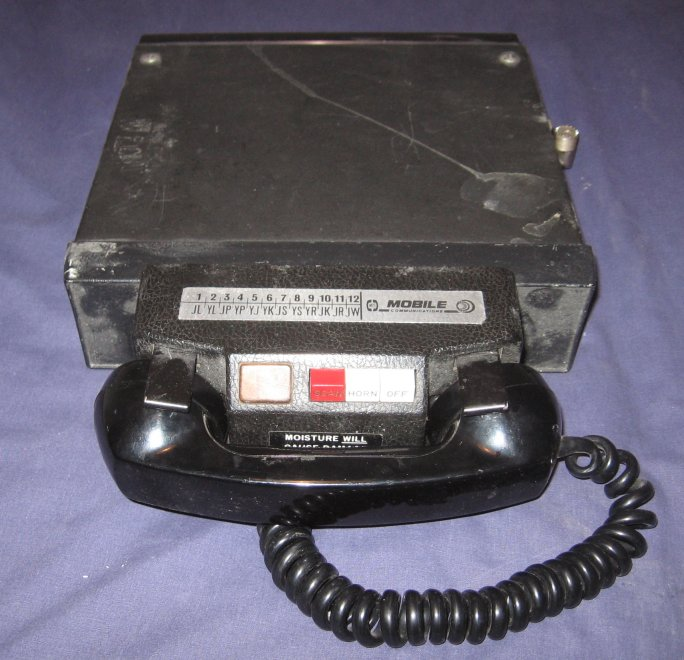
هاتف راديو محمول.

كانت أنظمة الاتصالات الراديوية المتنقلة أنظمة هاتفية من النوع اللاسلكي تسبق النموذج الخلوي الحديث لتكنولوجيا الاتصال الهاتفي . نظرًا لأنها كانت أسلاف الجيل الأول من الهواتف الخلوية، يشار إلى هذه الأنظمة أحيانًا بأثر رجعي على أنها أنظمة ما قبل الخلوية (أو في بعض الأحيان الجيل صفر، أو 0G). تضمنت التقنيات المستخدمة في أنظمة ما قبل الخلوية اضغط لتتكلم (PTT أو يدويًا)، وخدمة الهاتف المحمول (MTS) ، وخدمة الهاتف المحمول المحسّنة (IMTS) ، ونظام الهاتف المحمول المتقدم (AMTS). يمكن التمييز بين أنظمة الهواتف المحمولة المبكرة هذه وأنظمة الهاتف الراديوي المغلقة السابقة من حيث أنها كانت متوفرة كخدمة تجارية كانت جزءًا من شبكة الهاتف العمومية التبادلية، بأرقام هواتفها الخاصة، بدلاً من أن تكون جزءًا من شبكة مغلقة مثل راديو الشرطة أو نظام إرسال سيارات الأجرة.